# Guterre de Monroy
Guterre de Monroy (Portugal, c. 1479 - antes de Março de 1550) foi Capitão de Goa e Capitão e Governador de Santa Cruz do Cabo de Gué.

## Genealogia
Guterre de Monroy era filho de Afonso de Monroy, nobre castelhano, Claveiro da Ordem de Alcântara, passado a Portugal depois da Batalha de Toro. Era aparentado com Hernán Cortés.
Teve dois filhos ilegítimos: 
- Afonso (com sua sobrinha Antónia de Sotto-Maior)
- Tristão (com uma fulana Caldeira)

Casou com D. Mariana de Sousa e Melo, ou melhor D. Mariana de Sousa da Silveira, filha de D. Fernão da Silveira e de sua mulher D. Brites de Sousa, com quem teve: 
- Afonso (que morreu na tomada de Santa Cruz)
- Jerónimo (que morreu cativo)
- Manuel
- Brites de Sousa (que casou com Rui Lopes de Sampaio, 3.º senhor de Anciães e Vilarinho, e com João Rodrigues de Beja, em segundas núpcias)
- Maria
- Mécia de Sousa (que casou com Rodrigo de Carvajal ou de Carvalhal, como o chama Luís Vaz de Camões, e depois, cativa, com Maomé Axeique, futuro sultão de Marrocos[2])

## Capitão de Goa
Foi Fronteiro em Azamor.
Depois, em 1515 passou à Índia com seu irmão Fernando e seu sobrinho João, na Armada do Governador Lopo Soares de Albergaria. Ia como capitão de Goa. Também vinha na armada um Fernão Caldeira, pagem de Afonso de Albuquerque que já tinha vivido em Goa, e que o rei vinha de soltar da prisão onde estava "por algumas travessuras". Instalado nas suas funções, D. Guterres, ou por estar interessado por sua mulher, ou para puni-lo de têr cortado a perna ao capitão Henrique de Toro, com quem teve uma rixa, tentou apanhar o mesmo Fernão Caldeira, que se tinha "refugiado em Pondá, sob a protecção do capitão mouro que governava essa terra, pertencente a Adil-Sháh. D. Guterres, não podendo conseguir a entrega do homiziado, que solicitára, enviou um sicário a Pondá e fêz assassinar secretamente Fernão Caldeira. Indignado por esta traição, o capitão mouro prendeu imediatamente o sicário e o mandou enforcar. D. Gueterres, para vingar a morte do seu emissário, foi assaltar Pondá ; mas (...) sofreu tão brava derrota, que deixou ali 200 homens, entre mortos e prisioneiros. Não foi êste, contudo, o maior descrédito : Adil Shah, sabendo o caso,veio cercar Goa com numerosas forças muçulmanas, (...) e ter-se-ia apoderado da cidade, se não lhe tivesse acudido, vindo de Ormuz, D. Aleixo de Menezes, que fêz levantar o cêrco"

## Governador de Santa Cruz do Cabo de Gué, 1.º período
Nomeado pelo rei 12.º Governador da Fortaleza de Santa Cruz do Cabo de Gué, chegou a Santa Cruz, e tomou o governo a 16 de Novembro de 1533, substituindo Rui Dias de Aguiar. Ao cabo de ano e meio assinou tréguas com o Xarife do Suz, Maomé Axeique, por um período de oito meses, que tencionava prolongar para cinco anos, uma vez o rei prevenido. Entretanto, provavelmente em Fevereiro de 1534, Safim foi assaltada pelo Xarife de Marrocos (Marraquexe), Amade Alaraje, irmão de Maomé Axeique, e seu Capitão, D. João de Faro, morto. Por isso, a 8 de Abril de 1534, Guterre de Monroy, "armou uma caravela e mandou seu filho Dom Affonso de Monroy com trinta homens, dez cavaleiros, vinte de pé", como socorro a Safim, onde já tinha chegado no mez antes, seu novo governador Luís de Loureiro, o qual apenas governou dois meses.
Sofrendo duma perna, Guterre de Monroy desejou voltar a Portugal, substituindo-o em 1534 o mesmo Luís de Loureiro, que governou durante quatro anos, até 1538.

## Governador de Santa Cruz do Cabo de Gué, 2.º período
Guterre de Monroy voltou em 1538, tomando outra vez o governo da praça como seu 14.º Governador. Entretanto as pazes estavas rompidas, e o Xarife, Maomé Axeique, apesar das bombardas dos portugueses tentava edificar no "Pico" (morro que dominava Santa Cruz), uma fortaleza.

### Cerco de Santa Cruz
Em Setembro de 1540 vieram de novo os mouros cercar a vila, e  novamente,  o Xarife de Suz, por intermédio do seu filho Mulei Mohammed, tentou edificar, e desta vez conseguiu, uma fortaleza no "Pico", que acabou em menos de dois mezes, armada com 40 ou 50 peças de artilharia.
Possuíam "muitas e muy grossas bombardas, em que vinhão seis maymonas que tiravão mui grossos pilouros de pedra, que no almazen d'el-Rey Nosso Senhor se podem ver, que ahy estão porque da vila os mandarão por quem veo a pedir o socoro, que nunca mandarão em sete mezes que esteve sercada".
Os mouros instalaram seu "arrayal da banda da ponta d'Anza, detras do castelo, e estava baixa e a varzea alta e encuberta com uma fralda do Pico, e por isso estavão seguros e a vontade (...) e a nossa artelharia, em quanto podea tirar, dava na terra e na pedra, mas todavia lhe matava muitos bombardeiros e gente, e a sua dava nos cubelos que lhe fazião nojo e dano e derribão-no-nos, porque a sua artelharia era muy grossa e forte" e não faltavam de pólvora.
Em nome do Xarife, Maomé Axeique, vinha "por general", o alcaide "Mumen Abaia Belecche". Comandava sobre os próprios filhos do Xerife, "a saber: Muley Ahamão ben Ahame he Mulei Abedelquadra, e Mulei Abederramão, o Malachado lhe chamavão os Cristãos cativos, por rezão que dizião os Mouros que dormira sete annos na barriga da may, e ao cabo dos sete annos a parira."
Em Dezembro de 1540, vindo de Lisboa, chegou Manuel da Câmara, governador da Ilha de São Miguel, com alguns homens de guerra, Dom Garcia de Melo, parente da sua mulher, Lourenço de Brito, Bastião de Brito, etc. Depois (em Janeiro) chegaram, vindos da Madeira, o fidalgo Francisco Lomelim numa caravela, com "boa gente mas pouqua, donde vierão com elle os Betancores e Galas Correa com seu filho, bom mancebo e valente que hay mataram os Mouros á entrada da vila". 
Um cerco mais apertado começou em 16 de Fevereiro de 1541, com a chegada de Mulei Abedelquadra (Mulei Abdelcáder), que empreendeu um ataque geral que durou 22 dias Os inimigos, mouros e turcos eram mais de 100.000 homens segundo os mouros eles mesmos, como o declarou numa carta ao rei, do 2 de Abril, D. Guterre.
Essa multidão conseguiu entulhar a cava, apesar dos esforços dos portugueses que "fizerão uma mina, por onde lhe furtavão todo o calhão que os mouros traziam das prais e lançavão de noite na cava, e o hião lançar do muro abaxo na praia da outra banda do castelo, que o levasse o mar; mas nem isto bastou".

### Tomada de Santa Cruz do Cabo de Gué
"Sesta feira onze dias de março ás nove horas do dia", um bombardeiro preparando-se para atirar, no cubelo do Facho, perto dum barril de pólvora, "passando o bombardeiro com um murrão asezo por junto da selha, tocou o fogo na polvora, acendeu na selha e no barril, e levou o sobrado e a sotea com mais de trinta e tantos homens pello ar (...) e cairão mortos e queimados, onde morreu Rodrigo de Carvaiales [Rodrigo de Carvajal], genrro do Cappitão que estava aly por capitão por ser aly frontaria. Estava com elle a flor da cavalaria d'aquella villa. Tudo foi contra nos".
À tarde, os mouros "entrarão em uma asoteya detras do Castello de Menagem, onde passeavam Dom Martim Gonçalvez [ irmão de D. Luis de Ataíde que virá a sêr Vice-rei da Índia ]; netto do conde do Grilo e hum criado e parente do Capitão, por nome Antonio d'Alvarado, valente mancebo. Tanto que virão os mouros, derão rebatte e derão com elles cavaleirosamente até que lhe acodirão debaixo, mas Dom Martinho Gonçalvez o fez como hum Heytor Troyano ou hum Roldão, que se deu elle só a huma banda da soteya com dez ou doze Mouros e matou e ferio grão parte d'elles, mas elle conquanto armado hya, sayo da briga com sete feridas e o mancebo pelejou com quatro o sinco como valente homem e cayo com tres feridas. Sobirão maes Mouros, mas tanto que chegarão os cavaleiros de baxo, logo os matarão e lançarão abaixo." Nesse dia, pouco depois, também foram mortos o Adail de Santa Cruz, Simão Jorge, e um filho de Guterre, Afonso de Monroy.
Os socorros não chegavam, os mouros eram cada vez mais numerosos, enquanto cada cristão morto faltava muito, "que não avia donde nos virem", tinham que "trabalhar dia e noite, comer pó de biscoito meado de calisa das bombardas que derão no sileiro donde estava, e beber agoa".
"Ao outro dia seguinte pella manhã, aos 12 dias de março da era de 1541 annos, entrarão os mouros na soteya donde estava a artelharia acarvada, donde estavão os cavaleiros agardando detras do entulho, por causa das suas bombardas que aly davão." Os portugueses repeliram-nos, mas outros vieram : "Foi hua fermoza batalha, que os Mouros erão muito cavaleiros e mostravão esforço e tinhão mão na batalha nomeando-sse hums aos outros « Affoão, afoão» (A fulano ! A fulano !). Pelejarão grandemente, que duraria bem ora e meia a batalha, e tal foi ella que se posivel fora ve-la el-Rey a seu salvo e os do Despacho, bem creo eu que aos cavaleiros que forão cativos, quando do cativeiro vierão, lhe derão boas comendas e os honrarão, mas assy como os não virão pelejar, assy o fizzerão com elles que nem somente forão ouvidos. Morreo quem morreo, cativou quem cativou, passarão trabalhos na villa, e no cativeiro perdeo quem perdeo, com esto se ficarão. Este foi o galardão que ouverão, pela qual causa jagora (agora) os homens não querem venturar-se a morrer, nem mostrar seus esforços e cavalaria, porque morrendo morrem ou as molheres e filhos a fome e a desemparo, que não ay satisfação pera seu remedio, nem lhe pagarem o que se lhe devem e lansando-sse a longe a mingoa e com muita necessidade, e não lhe fica mais de sua morte que : «Perdoe-lhe Deos, como era esforçado cavaleiro».".
Foram outra vez repelidos os mouros e turcos, mas voltaram outra vez, e vieram "muitos espingardeiros seus ao redor do castello, atirando já descubertos, não temendo por causa da nossa artelharia estar já abatida (...), mas contudo pelos sobrados dos cubelos estavão falcões e berços (peças de artilharia curta), com que estes dous dias sesta e sabado atiravão á cava e aredor d'ella, e foi tão grande a matança que a artelharia nelles fazia e espingardas e béstas e lanças e alcanzias (Espécie de granada que se atirava com a mão) que os asavão, que foi tanto o sangue que correo pela cava atopida que passou á praya e a mare estava cheia que andava a agoa vermelha ao redor do castello.
Vendo tanta mortandade, os alcaides muçulmanos decidiram-se a recuar, e a multidão dos mouros poz-se a tornar ao pico e ao seu "arrayal". Mas os portugueses, por entre as fendas das paredes, vendo essa multidão que enchia a terra toda em frente da vila, segundo o autor anónimo da Crónica de Santa Cruz, pensarão que o movimento era outro, e que as forças todas do Xarife chegavam agora com ele próprio : puzera-se então grande parte deles a fugir, descendo à praia e lançando-se ao mar para tentar de atingir as poucas naus que ficavam.
Vendo isso, os muçulmanos voltaram, e mataram agora facilmente muitos deles, no mar mesmo. No castelo os defensores não sabiam que outros tinham fugido e acolheram com as armas os mouros que voltaram. 
A batalha continuou ainda durante horas, até que o capitão, convencido por Mulei Mohammed que não havia outra coisa a fazer, se rendeu com a condição de não matarem mais ninguém. Mas uma vez este levado, com Manuel da Câmara, os mouros mataram outros cristãos e estes então recomeçaram a defender-se e a se fortificar. Chegou então o alcaide Moumen, que prometeu-lhes a mesma coisa que a D. Guterre, se se rendessem. Abriram então a porta, mas o primeiro que saíu foi logo morto. O alcaide tirou então sua "alfamja" (cimitarra), lançou-se contra os homicidas e matou-os, "e arremeteo com quantos hay estavão, e não fazia senão dar por quantos alcansava, até que não ficou nenhum."
"He tanto que teve tudo despejado, tornou á porta e bateo, porque tanto que matarão o Cristão fecharão o postigo. Abrirão-lhe pelo que lhe vimos fazer, que tão cruelmente lhe dava como se forão inimigos. Sairão todos homens, molheres, Mouros, Mouras que já ali estavão quando o capitão aly se meteo. Tanto que fomos entregues a ele, mandou quatro siteiros seus que levasem as alfamjas nuas nas mãos, e que quem chegasse a nós matassem sem lhe valer nada e que assy o fizessem. Arencarão as alfamjas, dous diante, dous atras. fazião fugir todos e fazião caminho bem largo, por onde hiamos bem seguros. Assy nos levarão até o Piquo, onde o alcaide Momen estava apozentado no castello do Piquo.". Assim foram vencidos os portugueses.
Alguns socorros chegarão o dia seguinte, "sevada al rabo depois de morto", diz a Crónica. Segundo uma carta do rei três naus enviadas por ele chegaram a Santa Cruz depois da rendição ; segundo Luís de Loureiro, numa carta dirigida ao rei, Francisco Tavares e Vasco de Sousa vieram de safim secorrer o Cabo de Gué, mas chegando depois da tomada da praça, voltaram, e depois foram defender Mazagão. Luís Gonçalves de Ataíde, filho de Simão Gonçalves da Câmara, recebendo na Madeira, pedido de ajuda de D. Guterre, preparava-se para partir o 14 de Março com quatro naus carregadas de tropas e abastecimentos...

### Mécia
O alcaide Moumen levou consigo Mécia, filha de Guterre de Monroy, agora viúva de Rodrigo de Carvajal, a "Tiute, hua vila sua donde morava". Quisera este "ter conta com ela, mas não quis ella consentir. Queixou-sse por recado ao Xarife (Maomé Axeique), e logo (este) a mandou trazer pera sua caza".
Casou pouco mais tarde com Maomé Axeique, fez-se moura, mas, em fins de 1543 ou princípios de 1544, depois dum parto onde a filha não sobreviveu, morreu também, ou por não ter resistido ao parto, ou envenenada pelas outras mulheres do Xarife. Jerónimo, outro filho de Guterre de Monroy, também cativo, gravemente queimado na tomada de Santa Cruz, faleceu pouco depois. Francisco de Monroy, sobrinho de Guterre de Monroy tinha sido morto no dia da tomada de Santa Cruz e um irmão deste, Luís, feito cativo, tornou-se Muçulmano. Em 1557, vivia na corte do rei Abedalá Algalibe.

### Libertação
Quando o Xerife de Suz, Maomé Axeique, tomou Marraquexe, em fins de Junho de 1544, ao seu irmão Amade Alaraje, a quem tinha livrado Guterre de Monroy, libertou logo este último da prisão onde se encontrava, e em consideração do facto deste sêr o pai da sua esposa récem falecida, permitiu-o de voltar para Portugal sem resgate.

## Morte
Morreu Guterre de Monroy antes de Março de 1550.